# Srebrny gol
Srebrny gol – nieobowiązująca już zasada gry w piłkę nożną dotycząca dogrywek piłkarskich systemem pucharowym bądź eliminacyjnym. Po raz pierwszy zasada ta została oficjalnie użyta w meczu FC Porto–Celtic F.C. w finale Pucharu UEFA, sezon 2002/2003. Z końcem czerwca 2004 FIFA zniosła tę zasadę.
Zasadą srebrnego gola było zakończenie dogrywki – w przypadku, gdy któraś z grających drużyn uzyskała przewagę – po upływie czasu przysługującego drużynom do rozegrania pierwszej połowy. 
Gdy któraś z grających drużyn zdobyła bramkę, zgodnie z przepisami gracze drużyny przeciwnej mieli czas na uzyskanie wyrównania, bądź też na zdobycie przewagi dla swojej drużyny. To wszystko musiało odbyć się w czasie pierwszej części dogrywki.
Po upływie regulaminowego czasu gry pierwszej części dogrywki sędzia odgwizdywał koniec zawodów w przypadku przewagi jednej z drużyn. W innym przypadku odgwizdywał początek przerwy przed drugą częścią dogrywki.
W drugiej części dogrywki przepis ten nie miał już żadnego znaczenia, z uwagi na fakt, że musiano dokończyć tę część dogrywki, a to równoznaczne było z zakończeniem całego meczu pomiędzy tymi drużynami.
W przypadku osiągniętego remisu po drugiej połowie, arbiter zarządzał rzuty karne lub kończył mecz, jeżeli stanowiły o tym uprzednio wcześniej wprowadzone przepisy.
Przykładową srebrną bramkę zdobył Traianos Dellas w meczu Grecja–Czechy w półfinale Mistrzostw Europy w 2004 roku. Dzięki tej bramce Grecy awansowali do finału, w którym pokonali Portugalię.
W przeciwieństwie do zasady złotego gola drużyna, która straciła bramkę, miała czas na odrobienie strat do końca tej części dogrywki.